# Chuck Stevenson
Chuck Stevenson (n. 15 octombrie 1919, Sidney⁠(d), Montana, SUA – d. 21 august 1995, Benson⁠(d), Arizona, SUA) a fost un pilot de Formula 1. De-a lungul carierei a luat startul în 5 curse, niciuna din pole-position. Nu a câștigat nicio cursă și nu a terminat niciodată pe podium, acumulând 0 puncte în întreaga activitate ca pilot de Formula 1.